# Chetz-2

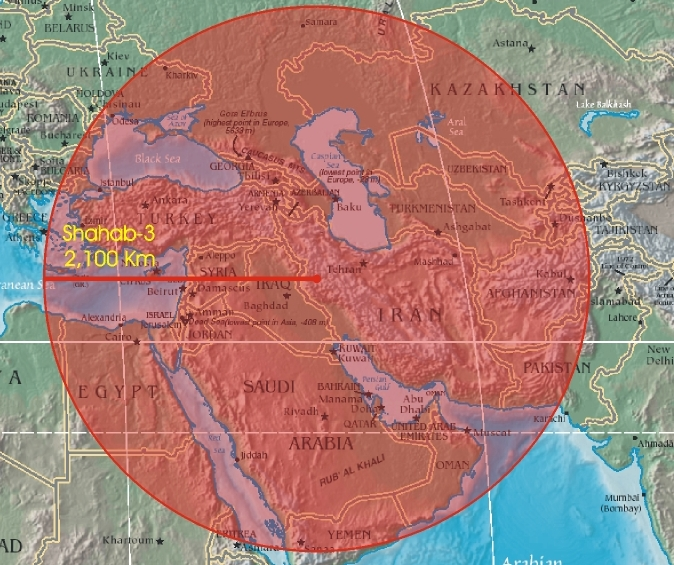
Zasięg irańskiej rakiety Shahab-3

Chec 2 (hebr. 2 חץ, Chec 2, ang. Arrow 2, pol. Strzała 2) – naziemny rakietowy system antybalistyczny przeznaczony do zwalczania taktycznych pocisków balistycznych klasy SRBM i MRBM w ostatniej, terminalnej fazie ich lotu (w najniższej warstwie obrony antybalistycznej Lower tier). System jest efektem współpracy Izraela z przemysłem obronnym Stanów Zjednoczonych.

## Geneza
Prace nad systemem antybalistycznym rozpoczęły się w 1986 roku z momentem podpisania pomiędzy Stanami Zjednoczonymi i Izraelem „Memorandum of Understanding”. Zwiększenie tempa prac nastąpiło jednak w roku 1988 kiedy amerykański Departament Obrony zawarł kontrakt z IAI na budowę i przeprowadzenie testów systemu antybalistycznego Chec 1. W roku 2000 nastąpiło rozmieszczenie trzech baterii tego systemu występującego pod kodowymi nazwami Homa lub Fence w bazie w pobliżu Tel Awiwu i drugiej na południe od Hajfy. Po wykonaniu tego kontraktu przystąpiono do pełnoskalowej produkcji tego systemu o wadze pocisku 2000 kg. W tym samym czasie rozpoczęto prace nad nowym systemem Chec 2 (Arrow 2), z pociskiem o masie startowej 1300 kg, którego pierwszy test przeprowadzono w roku 1995, kiedy system Chec 2 skutecznie śledził, namierzył i przechwycił pocisk TM-91 Arrow.
W lutym 2003 roku, IAI podpisały kontrakt z amerykańskim koncernem Boeing na produkcję urządzeń niezbędnych do produkcji komponentów nowego systemu na terenie Stanów Zjednoczonych. Na podstawie tej umowy na Boeingu spoczywa zadanie produkcji w USA około 50% elementów pocisku. Boeing jest też koordynatorem produkcji elementów systemu, przez około 150 innych przedsiębiorstw amerykańskich, podczas gdy IAI jest odpowiedzialna za końcową integrację i montaż systemów w Izraelu.
Do chwili obecnej wydano na ten cel równowartość 2 miliardów dolarów USA. System został zaprojektowany do zwalczania irackich pocisków typu Scud oraz irańskich pocisków Shahab 3. System składa się z: wyrzutni 6 pocisków antybalistycznych, centrum dowodzenia oraz radaru EL/M-2080 o zasięgu 500 km firmy IAI, na podstawie którego powstał mobilny radar pracujący w paśmie X AN/TPY-2 będący elementem amerykańskiego systemu antybalistycznego THAAD. System wspierają również amerykańskie satelity rozpoznania.
Pierwszy sprawny system antybalistyczny Chec 2 został rozlokowany w środkowym Izraelu w bazie lotniczej Sił Powietrznych Izraela (IAF) Canaf 30 (30 Baza Sił Powietrznych) w mieście Riszon le-Cijjon koło wybrzeża morza śródziemnego, 14 marca 2000 r. System jest bardzo skuteczny, więc Izrael planuje go rozlokować w kilku ważnych strategicznie lokalizacjach.
29 lipca 2004 r. Izrael i USA przeprowadziły wspólny test systemu Arrow, w czasie którego antyrakieta Arrow miała strącić nadlatującego Scuda. Test zakończył się pełnym sukcesem, celnie wystrzelony antypocisk Arrow zniszczył pocisk rakietowy Scud.
W grudniu 2005 roku odbył się kolejny test, który zakończył się pomyślnie zniszczeniem pocisku Shahab-3. Test ten powtórzono 11 lutego 2007 r., i tym razem też antyrakieta Arrow 2 zniszczyła wrogi pocisk balistyczny Shahab-3.
Izrael zamierza sprzedać antybalistyczne systemy Arrow do Korei Południowej, która zamówiła 36 pocisków Arrow 2 i 6 radarów do nich, a także do Turcji.
Zainteresowanie systemem Arrow wyraziły również Indie, jednak do zakupu nie doszło, a Izrael wspólnie z Indiami opracował radar Swordfish (na podstawie systemu Arrow 2) dla ich programu antybalistycznego.

## Następca
Od 2008 roku opracowuje się i testuje nowszą wersję systemu – Arrow 3 (w rzeczywistości Arrow 2 Block 4, Chetz-3), którego prędkość lotu wynosi ponad 3 km/s i w przeciwieństwie do innych zachodnich pocisków antybalistycznych ma dysponować  głowicą bojową z materiałem wybuchowym. Przeprowadzano próby testowe m.in. w 2013 i 2014.